# Pasillo Verde Ferroviario
El Pasillo Verde Ferroviario es un área de la ciudad de Madrid situada sobre la línea de ferrocarril de casi 7 km que trascurre entre la salida sur de la estación de Atocha y la estación de Príncipe Pío. Está situado en su casi totalidad en el distrito de Arganzuela entre el eje formado por las rondas de Atocha, Valencia, Toledo y Segovia y el río Manzanares. Esta sección forma parte de la línea Atocha-Pinar de las Rozas.

## Historia

### Ferrocarril de contorno entre Mediodía y Norte
Este trazado ferroviario tiene sus orígenes en la construcción de la línea ferroviaria de circunvalación que se gestó en el siglo XIX para unir las estaciones del Mediodía (Atocha) y del Norte (Príncipe Pío). Su construcción comenzó en 1860 y a lo largo de su recorrido se construyeron tres estaciones: Delicias, Peñuelas e Imperial.
En 1878 comienza la construcción de la estación de Delicias, primera en estructura metálica con carácter de estación terminal, ya que era cabecera de la línea Madrid-Ciudad Real. La estación de Imperial se construyó en 1881, especializada en mercancías y la de Peñuelas comienza su construcción en 1908 y condicionaría la especialización industrial de la zona. Así, con estas tres estaciones, el ferrocarril de contorno unía las estaciones del Norte y del Mediodía, las dos principales terminales ferroviarias de la capital.
Durante años se usó esta línea como punto de paso de trenes de mercancías y, tras producirse la fusión de las diversas compañías ferroviarias en una única en 1941, RENFE, fue lugar de paso de trenes de viajeros que unían el norte y el sur pasando por Madrid antes de la finalización de la estación de Chamartín y el denominado «túnel de la risa».

### Apertura de la estación de Chamartín
La apertura de la conexión ferroviaria entre Atocha y la nueva estación de Chamartín implicó la absorción de todo el tráfico de trenes de viajeros que tenía Madrid como lugar de paso en su trayecto norte-sur o sur-norte, por lo que el ferrocarril de contorno en este tramo quedó sólo para trenes de mercancías, siendo cada vez menor su paso por la decadencia de la industria en los barrios del distrito de Arganzuela, por el cual pasa esta línea ferroviaria.

### Proyecto del Pasillo Verde Ferroviario: recuperar la línea para Cercanías

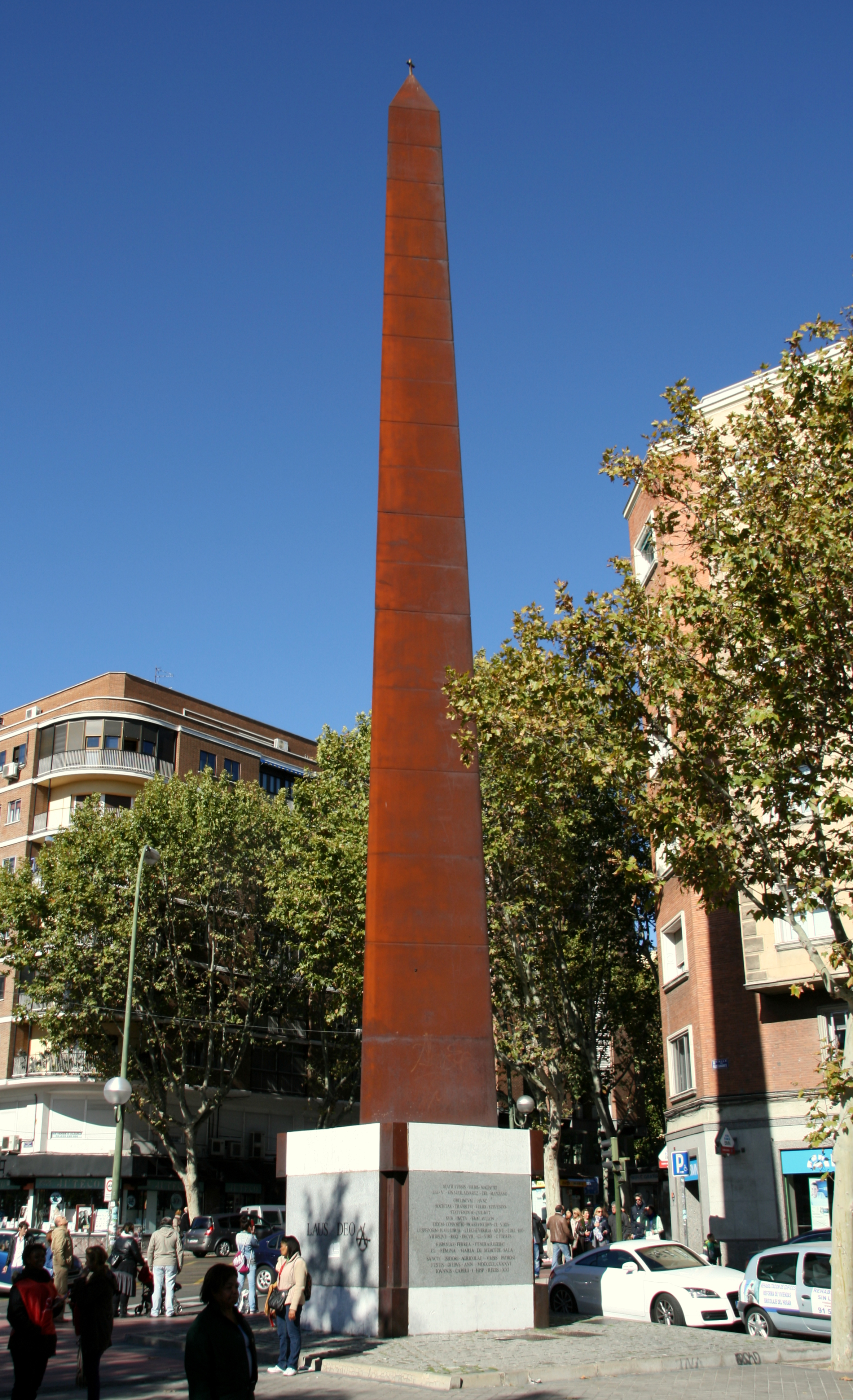
Obelisco erigido en el extremo este del Pasillo Verde Ferroviario (esquina entre el paseo de las Delicias y la calle Bustamante) como elemento conmemorativo.

El distrito de Arganzuela sufrió una de las mayores transformaciones en los años ochenta y noventa del siglo XX, desde la reordenación de la glorieta del Emperador Carlos V hasta la creación de nuevos espacios verdes y residenciales ligados al Pasillo Verde Ferroviario, además de la creciente conversión en nuevos barrios residenciales de antiguos espacios industriales obsoletos entre Legazpi y Méndez Álvaro. Desde la administración se concibe un proyecto que buscaba sustituir las vías férreas en desuso por un gran bulevar arbolado y la recalificación de los espacios de las estaciones de Peñuelas e Imperial que habían quedado fuera de servicio.
La necesidad de recuperación del ferrocarril de contorno en este tramo para tráfico de cercanías y rehabilitar la estación del Norte (hoy día Príncipe Pío), en clara decadencia, llevó a la integración del ferrocarril mediante la construcción de un túnel entre el punto de intersección de la línea con el Paseo de las Delicias y la estación de Príncipe Pío.
En el nuevo trazado en túnel no se siguió a rajatabla el antiguo trazado por superficie, sino que se ejecutaron dos túneles de vía única de acceso y salida a la estación de Príncipe Pío bajo los jardines del Campo del Moro que se juntan y siguen en un túnel de vía doble bajo el Paseo Imperial y la Ronda de Segovia retomando la traza de la antigua línea pasada la intersección con el Paseo de los Pontones. La estación de Imperial desapareció completamente y unos metros más allá en dirección a Atocha se construyó una nueva estación subterránea bajo el nuevo Paseo del Doctor Vallejo-Nájera, Pirámides, que enlaza con la línea 5 de Metro de Madrid. Esta quedaría entre las antiguas estaciones de Imperial y Peñuelas, desapareciendo también esta última. Sin embargo, no se realizó una correspondencia con la línea C-5 en dirección Móstoles, con la que se cruza a distinto nivel bajo tierra sin posibilidad de intercambio. El último tramo de túnel discurre bajo la calle Ferrocarril, aflorando a superficie tras la intersección con el Paseo de las Delicias en una nueva estación de Cercanías, Delicias, cercana a la antigua que hoy día está convertida en Museo del Ferrocarril.
En cuanto al tramo en superficie, que aprovecha las vías de contorno ya existentes, discurre paralelo a las calles Ramírez de Prado y Pedro Bosch antes de unirse a las vías de la salida sur de Atocha, y al atravesar la calle Méndez Álvaro en un puente se construyó una estación que permitiera la correspondencia con la ya existente de la línea C-5, la estación de Metro de Madrid y la nueva Estación Sur de Autobuses.
Tras la reconversión completa, la nueva línea ferroviaria abrió al público el 30 de junio de 1996 integrándose en la red de Cercanías Madrid como parte de las líneas C-7b y C-10. Dos obeliscos de acero de 30 metros de alto, erigidos junto a las nuevas estaciones de Delicias y Pirámides, simbolizan el Pasillo Verde Ferroviario.

## Circulaciones
En la actualidad la línea ferroviaria situada bajo el Pasillo Verde Ferroviario es recorrida casi exclusivamente por trenes de cercanías que efectúan parada en todas las estaciones, con una frecuencia de 6 trenes por hora en cada sentido. Estos trenes pertenecen a la línea C-10 de Cercanías Madrid.
- Villalba - Las Rozas - Príncipe Pío - Atocha - Recoletos - Chamartín

También los trenes mercantes que tienen Madrid como lugar de paso y quieren pasar de la línea Madrid-Irún a la línea Madrid-Levante/Andalucía o Madrid-Extremadura usan el Pasillo Verde Ferroviario fuera del horario de servicio de cercanías (por la noche) mientras que por el día utilizan las vías de contorno entre Pitis y el nudo de Fuencarral por el norte y entre el nudo de Fuencarral y el de Villaverde Bajo por el este.